# Stuntwerker

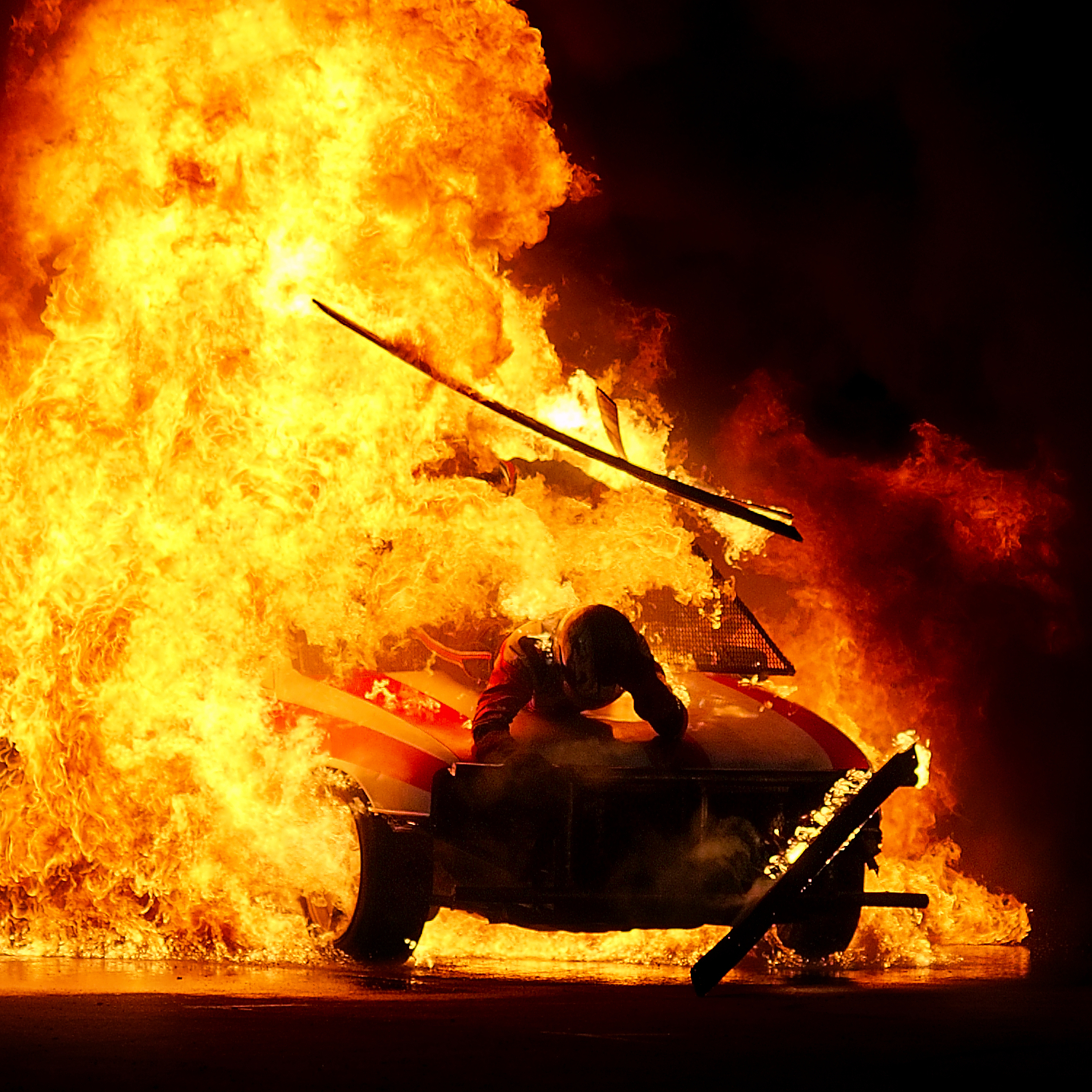
Pyrotechnische stunt op de Giant Auto Rodéo in Ciney (België), 2008

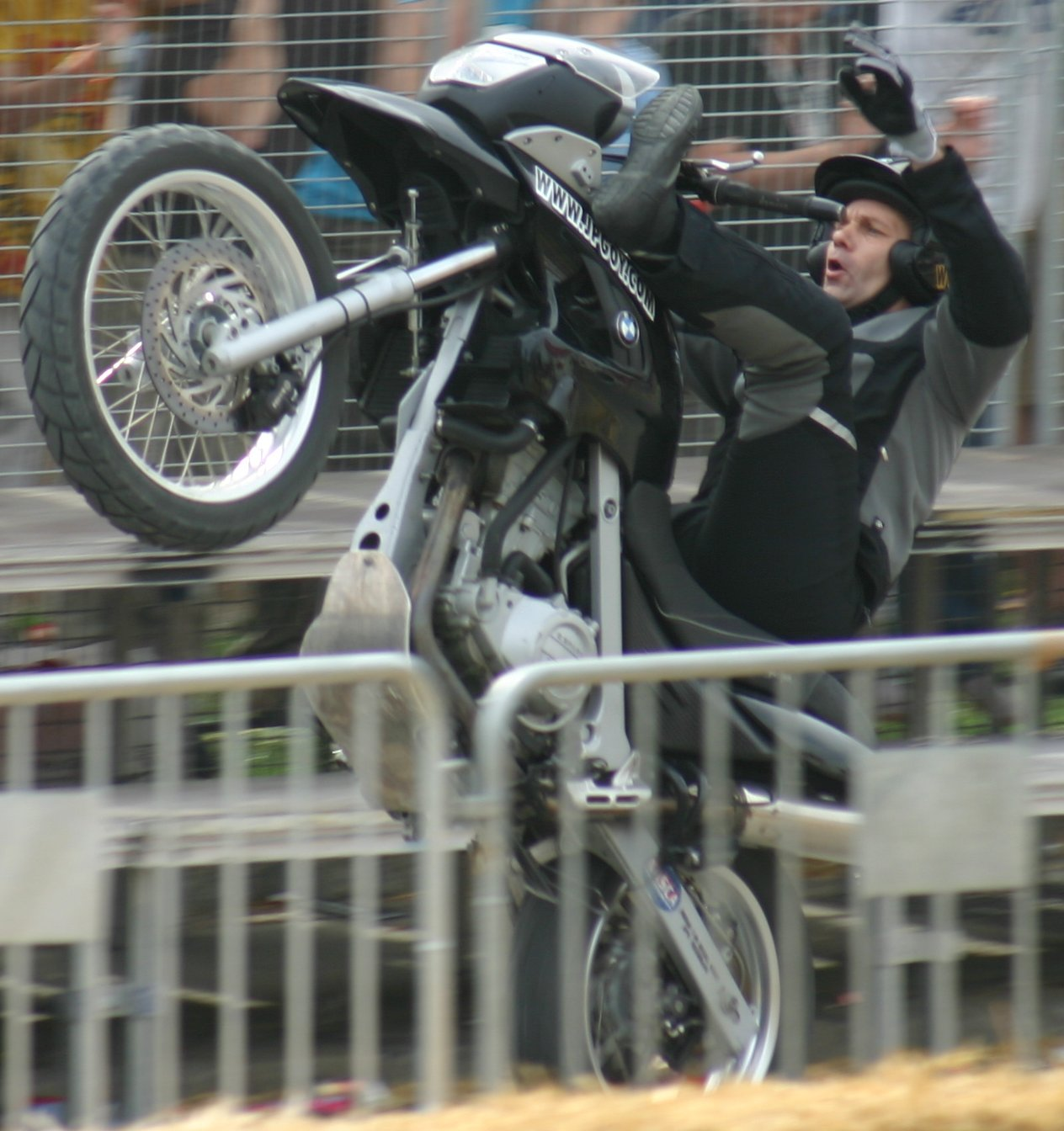
Stuntman Jean-Pierre Goy

Een stuntman of stuntvrouw is iemand die gevaarlijke stunts uithaalt, vaak beroepsmatig.
Sommige stuntmannen en -vrouwen treden op als entertainer. Anderen werken als stunt doubles (stunt-dubbelgangers) voor film-, televisie- en toneelacteurs om special effects voor de camera mogelijk te maken. Sommige stuntmannen of -vrouwen werken als stuntcoördinator, iemand die de stunts in een film, televisieprogramma of toneelstuk coördineert en de (gewone) acteurs begeleid zodat de productie veilig verloopt.
Een beroemde stuntman is Evel Knievel, die bekend werd door zijn langeafstandsprongen op de motor. Ook Harry Houdini werkte als stuntman, en Jackie Chan begon zijn carrière als stuntman.
In Nederland was Hammy de Beukelaar een bekende stuntman. Sinds de jaren zestig worden veel stunts door zijn bedrijf Stunteam de Beukelaar uitgevoerd onder leiding van Marco Maas.
Sinds 2001 worden jaarlijks in Los Angeles de Taurus World Stunt Awards aan stuntmannen en -vrouwen uitgereikt.